# Stazione di Meco
La stazione di Meco è una stazione ferroviaria situata lungo la linea Madrid-Barcellona. Si trova a circa 3 km dal centro di Meco, nella zona industriale del paese.

## Storia
Nel 1859, la compagnia ferroviaria MZA inaugurò la linea Madrid - Saragozza, che includeva questa stazione.
Con la riforma di RENFE e la nascita di Cercanías Renfe, Meco entrò a far parte della rete di Cercanías di Madrid.

## Servizi
- Parcheggio di scambio

## Movimento
La stazione di Meco è servita dalle linee C-2 e C-8 della rete delle cercanías di Madrid, operate da Renfe.